# Carettacola bipora
Carettacola bipora är en plattmaskart. Carettacola bipora ingår i släktet Carettacola och familjen Spirorchiidae. Inga underarter finns listade i Catalogue of Life.